# منتخب سنغافورة لهوكي الحقل للرجال
منتخب سنغافورة لهوكي الحقل للرجال هو ممثل سنغافورة الرسمي في المنافسات الدولية في هوكي الحقل
.